# Ibraguim Jasanov
Ibraguim Rizoyevich Jasanov –en ruso, Ибрагим Ризоевич Хасанов– (Dusambé, URSS, 11 de noviembre de 1937 - Teherán, Irán, 2 de marzo de 2010) fue un deportista soviético que compitió en piragüismo en la modalidad de aguas tranquilas. Ganó una medalla de plata en el Campeonato Mundial de Piragüismo de 1963 en la prueba de K1 4 × 500 m.
Representó a la Unión Soviética en dos Juegos Olímpicos de Verano en los años 1960 y 1964, su mejor actuación fue un cuarto puesto logrado en Roma 1960 en la prueba de K1 1000 m.

## Palmarés internacional
| Campeonato Mundial | Campeonato Mundial | Campeonato Mundial | Campeonato Mundial |
| Año                | Lugar              | Medalla            | Evento             |
| ------------------ | ------------------ | ------------------ | ------------------ |
| 1963               | Jajce (Yugoslavia) | Medalla de plata   | K1 4 × 500 m       |